# Molinero (caballo)
Molinero o el Molinero fue el caballo que llevó Hernán Cortés en el descubrimiento de América y la conquista de México según la obra de Bartolomé de Góngora, Octava maravilla en verso heroico. Contiene la antigüedad y conquista de Nueva España, publicada en 1628.
Según las fuentes, Molinero pertenecía a un hombre llamado Luis Láriz antes de ser llevado a América por la expedición de Cortés.
Aunque en el imaginario colectivo se le puede catalogar como «primer caballo en América», es sabido que Cristóbal Colón transportó en su segundo viaje 17 caballos y yeguas de la yeguada de Valdeburón (León, España), siendo estos los primeros ejemplares en América.